# Lexovisaurus
Lexovisaurus a fost un dinozaur din familia stegosauridelor care a trăit în jurasicul mediu și superior. Fosilele speciei au fost descoperite în Franța și nordul Angliei. Specia tip Lexovisaurus durobrivensis a fost descrisă de Hoffstetter în 1957. Animalul avea 2,7 m înălțime, lungime între 5 și 5,20 m și avea o greutate aproximativă de o tonă. Asemănător speciei Stegosaurus purta pe spatele său un rând de plăci înalte și verticale, și țepi de-a lungul cozii, folosite probabil pentru auto-apărare.